# Sceloporus halli
Sceloporus halli (колюча ігуана Холла) — вид ігуаноподібних ящірок родини фриносомових (Phrynosomatidae). Ендемік Мексики. Вид названий на честь американського систематика і герпетолога Вільяма Холла.

## Поширення і екологія
Колючі ігуани Холла відомі з типової місцевості, розташованої на тихоокеанських схилах в штаті Оахака, на висоті 1500 м над рівнем моря. Вони живуть в гірських ксерофітних чагарникових заростях.